# Свіслоцький замок

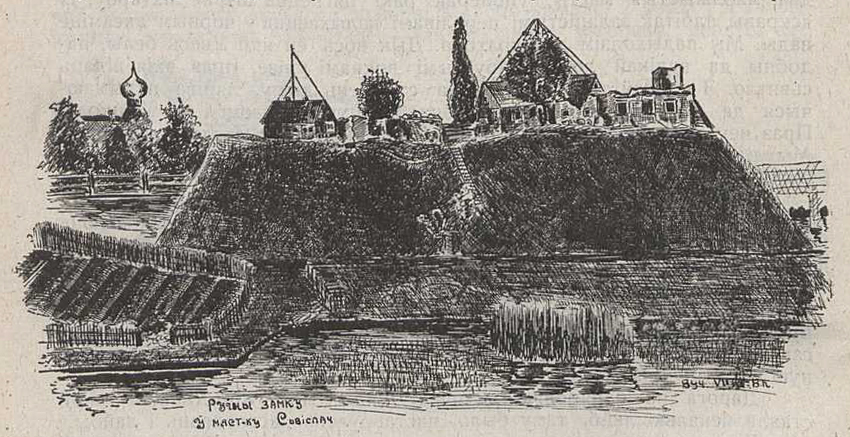
Руїни замку, 1928 рік

Свіслоцький замок існував у XII—XVII століттях в районі агромістечок Свіслоч (нині Осиповицький район Могильовської області). Городище пов'язане з історією міста Свіслоч та Свіслоцького князівства (XIV століття), розташовувалося на мисі правого берега річки Березина, в яку впадає річка Свіслоч. 

## Опис

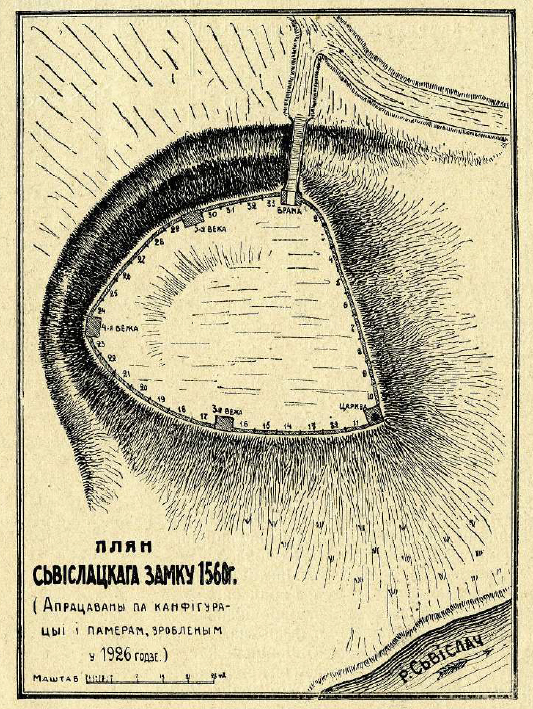
План замку

У середині XVII століття замок мав форму прямокутника (72,8×63,5 м), був відокремлений від решти плато широким (близько 15 м) арочним ровом та укріплений земляним валом. Замчище підняте на 12 м над рівнем води у Свіслочі. У першій половині XIII століття замок був спалений. Потім його і місто зруйнували у 1506 році кримські татари та в 1535 році російські війська. Вже 1501 року у замку Свіслоч була вогнепальна зброя, в тому числі гармати. За планом Свіслоцького замку (1647), складеного власником Свіслоча князем Богуславом Радзівілом, у дерев'яному замку було 3 вежі, у т.ч. в'їзна брама та 2 секції стін довжиною 39 та 35,8 метри відповідно. На самому мисі Свіслацького замку є прямокутна будівля (ймовірно, будинок адміністратора). У другому плані Радзівіла, крім замку, є відрізок території між Березиною та Свіслоччю. На місці їх найближчої течії поруч знаходився земляний вал із воротами на ньому та оборонний рів, який був наповнений річковими водами. Другий знаходився збоку мосту через річку Свіслоч. 
Під час тридцятилітньої війни козацький загін полковника Г. Бута чисельністю близько 1000 вояків захопив Свіслоч у 1648 році. У війні Росії з Річчю Посполитою 1654—1667 років без особливих зусиль козацький отаман Іван Золоторенко взяв місто Свіслоч…у вересні 1654 року. Відтоді документи про Свіслоцький замок у документах більше не зустрічаються.